# Ut (fumetto)
Ut  è una miniserie a fumetti di genere xenofiction ideata da Corrado Roi per la Sergio Bonelli Editore che ha debuttato il 25 marzo 2016 e che è composta di sei numeri.
Questa serie è stata presentata il 12 marzo 2016 al Cartoomics di Milano da Corrado Roi e Paola Barbato
Il fumetto è stato pubblicato in due versioni: la prima, quella "da edicola", in formato normale; la seconda è la versione variant, con le copertine disegnate ogni mese da un artista diverso e delle pagine extra che curano la parte redazionale.
In più, il numero 1, è stato pubblicato anche in una terza versione, con la copertina disegnata da Jacopo Camagni, e disponibile solo per la fiera milanese.
La serie è stata insignita del Gran Guinigi 2017 - categoria migliore serie -, premio assegnato da una giuria di esperti del settore nell'ambito della rassegna Lucca Comics & Games. Nel corso della stessa manifestazione è stato presentato il prequel della miniserie, un volume cartonato che traccia le origini del personaggio, dal titolo Ut. L'inizio. 

## Trama
La storia si svolge in uno scenario post-apocalittico, dove la civiltà umana è scomparsa, e il mondo è popolato da nuove specie governate dai loro bisogni primordiali.

## Albi
| N° | Titolo                                         | Data           | Soggetto    | Sceneggiatura | Disegni     | Copertina   |
| -- | ---------------------------------------------- | -------------- | ----------- | ------------- | ----------- | ----------- |
| 1  | Le vie della fame                              | aprile 2016    | Corrado Roi | Paola Barbato | Corrado Roi | Corrado Roi |
| 2  | Le vie dei mestieri                            | maggio 2016    | Corrado Roi | Paola Barbato | Corrado Roi | Corrado Roi |
| 3  | Le vie dei pensieri                            | giugno 2016    | Corrado Roi | Paola Barbato | Corrado Roi | Corrado Roi |
| 4  | Gli uomini se ne vanno, gli arrabbiati restano | luglio 2016    | Corrado Roi | Paola Barbato | Corrado Roi | Corrado Roi |
| 5  | Histeria                                       | agosto 2016    | Corrado Roi | Paola Barbato | Corrado Roi | Corrado Roi |
| 6  | Iranon in Atem                                 | settembre 2016 | Corrado Roi | Paola Barbato | Corrado Roi | Corrado Roi |